# Empis unistriata
Empis unistriata är en tvåvingeart som beskrevs av Becker 1887. Empis unistriata ingår i släktet Empis och familjen dansflugor. Inga underarter finns listade i Catalogue of Life.